# Сууман, Александр
Александр Сууман (эст. Aleksander Suuman; 25 апреля 1927, Симуна, волость Авандузе, уезд Ляэне-Вирумаа — 19 апреля 2003, Таллин) — эстонский поэт и художник.

## Жизнь и творчество
Родился в семье крестьянина. В 1942—1947 годах учился в школе волости Вяйке-Маарья. В 1947—1954 изучал живопись в Государственном институте искусств ЭССР. В 1954—1957 преподавал рисование в Раквере; в 1957—1975 — преподаватель живописи в Художественной школе Тарту. С 1980 года — доцент Института искусств в Таллине. Часто подписывал свои работы псевдонимом Суумани Сасс.
Первый сборник стихотворений А. Суумана вышел в свет в 1963 году (Oh seda inimest!) и сразу привлёк к себе внимание ценителей поэзии. В последующих своих собраниях стихов автор всё более переключается с лирического описания природы на человеческие переживания, показывает себя тонким и мудрым знатоком жизненных проблем и их решений. А. Сууман был автором ряда поэтических экспериментов. В 2002 удостоен эстонской государственной литературной премии фонда Kultuurkapital.
Поэзия А. Суумана переведена на целый ряд языков — русский, латышский, литовский, казахский, узбекский, армянский, грузинский, молдавский и чешский.
Лауреат Литературной премии Эстонской ССР имени Юхана Смуула (1981).

## Сочинения

### Сборники стихотворений
- «Oh seda inimest» (1963)
- «Krähmukirjad» (1966)
- «Valguse kuma sees» (1972)
- «Maa paistel» (1975)
- «Meil siin Hüperboreas» (1980)
- «Nofretetega metsas» (1986)
- «Kui seda metsa ees oleks» (1989)
- «Viru viirus» (1992)
- «Maniakk puuris» (1993)
- «Targemat ei ole» (1995)
- «Neid enam ei tehta» (1997)
- «Mälestus on metsast rohelisem» (2000)

### Избранное
- «Sõnad sulavad taevaga ühte» (1977)
- «Kaunis on kummaline» (1988)
- «Tondihobu tõugud vetikatega» (2002)